# Lettera di Mara Bar Serapion
La Lettera di Mara Bar Serapion è un documento in lingua siriaca ritrovato nel XIX secolo dall'orientalista William Cureton.
Scritta dallo stoico siriano Mara bar Serapion, la lettera è indirizzata al figlio, Serapione, separato dal padre a causa di una guerra e da lui invitato a cercare virtù, saggezza e moderazione. Sono state avanzate diverse ipotesi di datazione per la lettera, a partire dall'anno 73 fino al III secolo.
La lettera è conservata nel manoscritto British Museum Syriac MS Additional 14658, risalente al VII secolo e conservato al British Museum. La lettera fu tramandata probabilmente in virtù dei suoi insegnamenti morali o per la presenza di un riferimento ad una persona identificata dai cristiani siriani e dai filologi con Gesù.

## Contenuti
Mara è separato dal figlio a causa della guerra tra la sua gente e i Romani: la sua città è andata distrutta e Mara è stato fatto prigioniero, e spera che i Romani scelgano di ridare la libertà alla sua gente. Nella lettera invita allora il figlio a perseguire la via della virtù e della saggezza allo scopo di affrontare meglio le difficoltà della vita.
La saggezza, dice Mara, permette all'uomo di non perdere la tranquillità nei momenti difficili e gli concede una sorta di immortalità: se infatti la vita ha un termine, la virtù dell'uomo saggio dura per sempre. Mara poi elenca casi in cui coloro che hanno colpito i saggi sono stati puniti e la memoria dei saggi non è morta: gli ateniesi e Socrate, gli abitanti di Samo e Pitagora e gli ebrei e il loro "re saggio"; Dio ha punito gli ateniesi con la peste, i samesi col mare e gli ebrei con la dispersione; Socrate è ricordato tramite Platone, Pitagora dalla statua a Giunone, e il re saggio dalle sue nuove leggi.
La datazione della lettera è contrastata. La guerra cui fa riferimento Mara potrebbe essere quella contro Antioco IV di Commagene del 72; il riferimento alle disgrazie degli ebrei potrebbe confermare questa datazione se fosse collegato alla prima guerra giudaica (66-73) o spostare la data di composizione al II secolo se invece fosse collegato alla terza guerra giudaica (132-135), nel qual caso la guerra cui fa riferimento Mara potrebbe essere la campagna persiana di Lucio Vero (162-165). Altri studiosi hanno datato la lettera al 260.

## Il passaggio sul saggio re dei giudei
L'attenzione degli storici si è concentrata in particolare sul seguente passaggio:
Tra gli studiosi non c'è un consenso di massima nell'identificare il "saggio re dei Giudei" con Gesù. La lettera propone infatti esempi di maestri di pensiero, mentre non si ha notizia di un re dei Giudei ucciso dagli stessi giudei: proprio l'imputazione di "Re dei giudei" fu inoltre usata, secondo i vangeli, per ottenere la condanna di Gesù, ma la lettera non parla di un re dei Giudei condannato a morte. Nella lettera si notano alcune incongruenze storiche relative a Socrate e a Pitagora: non risultano carestie o pestilenze conseguenti alla morte di Socrate, una pestilenza si ebbe nel 430 a.C. nel corso della guerra del Peloponneso, molto prima della morte di Socrate, mentre Pitagora non risulta morto in un rogo ma si suicidò. Da queste considerazioni si evidenzia come la lettera di Mara Bar Serapion sia estremamente inattendibile a confermare la testimonianza storica di Gesù.